# 阿希库尔
阿希库尔（法語：Achicourt，法語發音：[aʃikuʁ]）是法国上法蘭西大區加来海峡省的一个市鎮，属于阿拉斯区。

## 地理
阿希库尔（50°16'24"N, 2°45'34"E）面积5.94 平方千米，位于法国上法蘭西大區加来海峡省，该省份为法国北部沿海省份，西北濒北海，南至索姆省，东临北部省。
与阿希库尔接壤的市镇（或旧市镇、城区）包括：阿拉斯、阿尼、瓦伊、博兰、丹维尔。

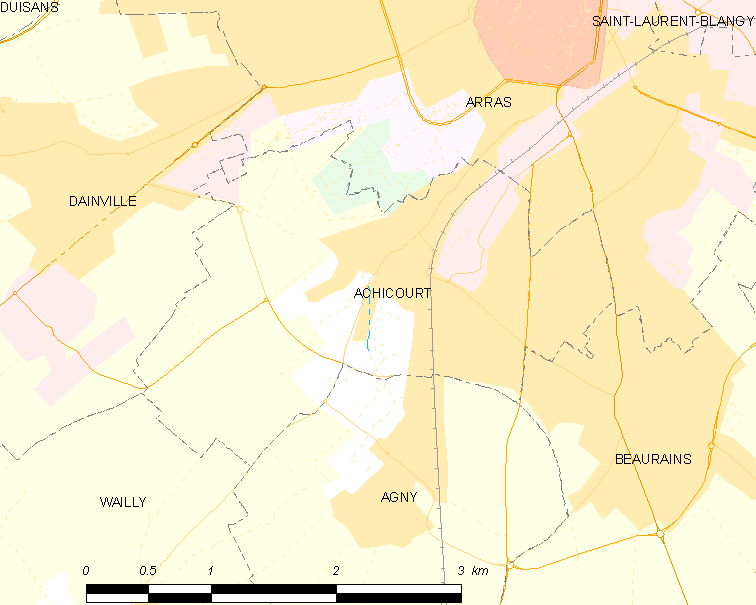
阿希库尔的OSM定位图

阿希库尔的时区为UTC+01:00、UTC+02:00（夏令时）。

## 行政
阿希库尔的邮政编码为62217，INSEE市镇编码为62004。

## 政治
阿希库尔所属的省级选区为阿拉斯第三县。

## 人口

1962-2008年间阿希库尔人口变化图示

阿希库尔于2022年1月1日时的人口数量为7899人。